# Harutaka Ono
Harutaka Ono (Saitama, 12 mei 1978) is een voormalig Japans voetballer.

## Carrière
Harutaka Ono speelde tussen 1997 en 2008 voor Kashiwa Reysol, Kyoto Purple Sanga, Nagoya Grampus Eight en Tokyo Verdy.